# Уралов, Юлен Исаакович
Юлен Исаакович Ура́лов (род. 23 ноября 1924, Киев) — советский фехтовальщик на рапирах (левша), двукратный чемпион СССР, мастер спорта СССР, участник летних Олимпийских игр 1952 года. После окончания карьеры — спортивный судья. На 2023 год — старейший из ныне живущих советских участников Олимпиад.

## Биография
Родился 23 ноября 1924 года. Участник Великой Отечественной войны, воевал, в том числе, под Сталинградом. Награждён медалями «За боевые заслуги», «За оборону Сталинграда», «За победу над Германией».
Дебютировал в 1949 году в чемпионате СССР в Тбилиси и занял третье место. В 1952 и 1953 годах становился чемпионом СССР (соревнования прошли в Киеве и Харькове соответственно).

Вот как оценивал спортсмена старший тренер сборной Виталий Аркадьев на страницах газеты «Советский спорт»: 
Обладая тонкой техникой и хладнокровием, этот многообещающий боец планомерно «давит» на противника несокрушимостью своей защиты и добивается победы.
Участвовал в Олимпийских игр 1952 года. Был секретарём парторганизации сборной СССР по фехтованию.
В 1990 году участвовал в чемпионате СССР в Киеве в роли главного судьи.

### Личная жизнь
В начале 1990-х годов Юлен Уралов эмигрировал в Израиль. Вместе с братом Владимиром проживает в израильском городе Ашкелон.
Жена Люся[уточнить]; были женаты семь десятков лет. Скончалась в 2021 году.
В редкой автобиографии, выпущенной в 2004 году, Юлен Исаакович писал:
Про имя: «У друга детства полное имя было Виленин (Владимир Ильич Ленин), а у меня – Юлен (юный ленинец). Правда, родители не учли, что я не всю жизнь буду юным».
Во время вторжения ХАМАС в Израиль отказался эвакуироваться, сказав: «У нас всё время стреляют, взрывы и звуки сирен. Нет, мы с братом никуда не эвакуировались. Будем в Ашкелоне до конца. Куда нам уже ехать?».
Юлен Уралов по-прежнему ведёт тренерскую деятельность.